# William Henry Ewart Gott
William Henry Ewart Gott, britanski general, * 1897, † 1942.